# Charles Canning, 1:e earl Canning
Charles John Canning, 1:e earl Canning, född 14 december 1812 i Brompton, Kensington and Chelsea, London, död 17 juni 1862 vid Grosvenor Square, Mayfair, London, var en brittisk statsman, son till George Canning. 

## Biografi
Canning gick först i skola i Putney, kom sedan till Eton, som han lämnade 1827, och inskrevs följande år vid Christ Church i Oxford, där han 1832 avlade examen. 1835 gifte han sig med Charlotte Stuart och blev följande år medlem av underhuset för Warwick. 1837 blev han efter moderns död viscount Canning of Kilbrahan och inträdde därmed i överhuset.
Han ingick 1841 i Peels ministär såsom understatssekreterare för utrikesärenden och blev kort före dess fall 1846 "chief commissioner for woods and forests". Han förblev allt framgent en anhängare av Peels parti, avböjde platsen som utrikesminister i den tilltänkta derbyska ministären 1851, men inträdde 1853 såsom generalpostmästare i Aberdeens ministär och genomförde under sin ämbetstid åtskilliga postala reformer. 
1855 utnämndes Canning efter Dalhousie till generalguvernör i Indien och övertog 1856 styrelsen över landet. Företrädarens förvaltning hade karakteriserats av en storartad territoriell expansion, men även i övrigt av stora framsteg på alla områden. Ehuru vid Cannings övertagande av styrelsen fred överallt rådde och denne vid tillträdet uttalat den förhoppningen, att det fredliga tillståndet skulle fortfara, tvangs regeringen redan under hans första år att börja krig mot shahen av Persien, som besatt Herat. 
Kort efter sin ankomst till Indien genomförde Canning en ändring i den infödda arméns organisation, i det att för sepoys infördes skyldighet att tjäna jämväl utom Indien - en reform, som har betraktats såsom en orsak till det stora upproret 1857. Cannings hållning under denna kris klandrades på många håll skarpt såsom ej nog rådsnar och kraftig och förvärvade honom öknamnet "Clemency Canning". Upproret ledde 1858 till en omorganisation av den indiska styrelsen, som länge ägde bestånd. Canning blev Indiens förste vicekung och inlade som sådan lysande förtjänster om den indiska förvaltningens nyorganisation på alla områden. 1859 utnämndes Canning till earl, lämnade 1862 sin befattning samt avled samma år kort efter sin återkomst till England.